# 伊德利卜省
伊德利卜省（阿拉伯語：مُحافظة ادلب）是敘利亞西北部的一個省，北鄰土耳其哈塔伊省。西邊為拉塔基亞省，東邊為阿勒頗省，南邊為哈馬省。西部有阿西河。首府伊德利卜，大部分土地是丘陵和山地，中為一個肥沃的盆地地帶。該省分為五個區，埃里哈區，哈利姆區，伊德利卜區，吉斯爾舒古爾區，邁阿賴努阿曼區。面積6,097平方公里，2012年估計人口1.852.062人，人口密度為303.8人/平方公里。主要農作物包括棉花，穀物，橄欖，無花果，葡萄，蕃茄，芝麻和杏仁。當地工業包括紡織和壓榨橄欖油。
2011年叙利亚内战爆发后，该省被叙利亚反对派武装接管。2017年，该省名义上由叙利亚救国政府控制，沙姆解放組織成为该省占主导地位的民兵组织。随着叙利亚政府军的进攻，截至2020年2月8日，该省只有约一半的领土仍在反对派武装控制之下。2024年，在沙姆解放組織等反对派武装发动进攻后，截至2024年11月30日，全省已被反对派控制。

## 行政區劃

邁阿賴努阿曼區(人口為371,829人，2004年的人口普查。)
吉斯爾舒古爾區(人口為150,193人。)
伊德利卜區(人口為384,929人。)
哈利姆區(人口為175,482人。)
埃里哈區(人口為175,994人。)

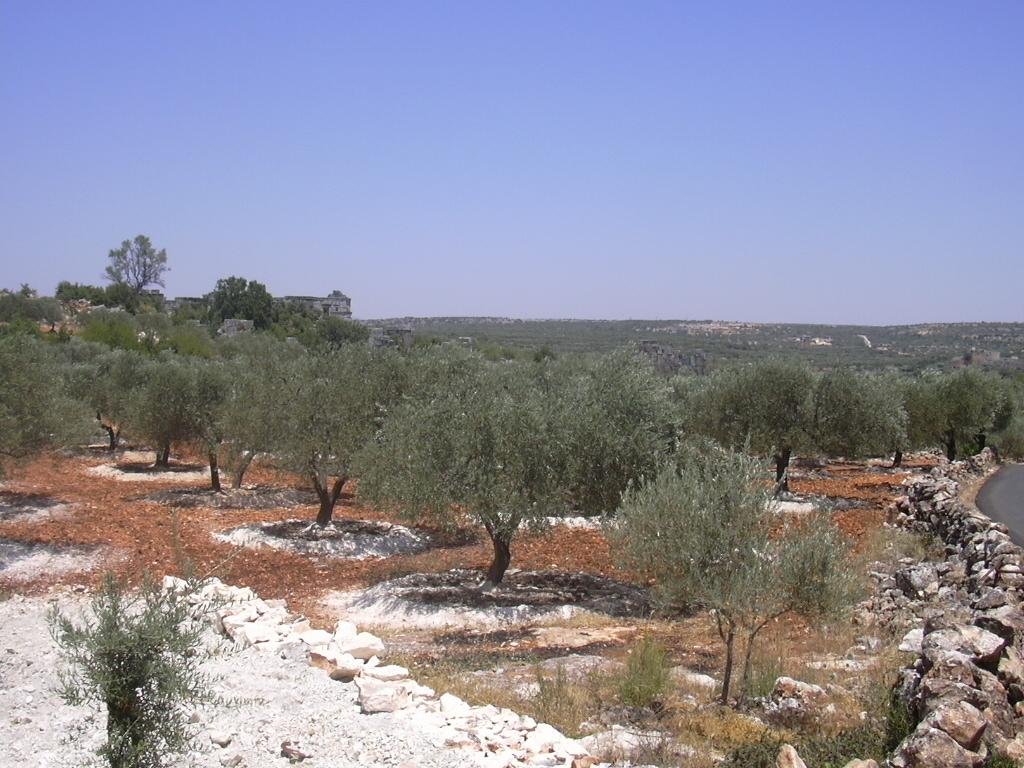
伊德利卜橄欖樹林

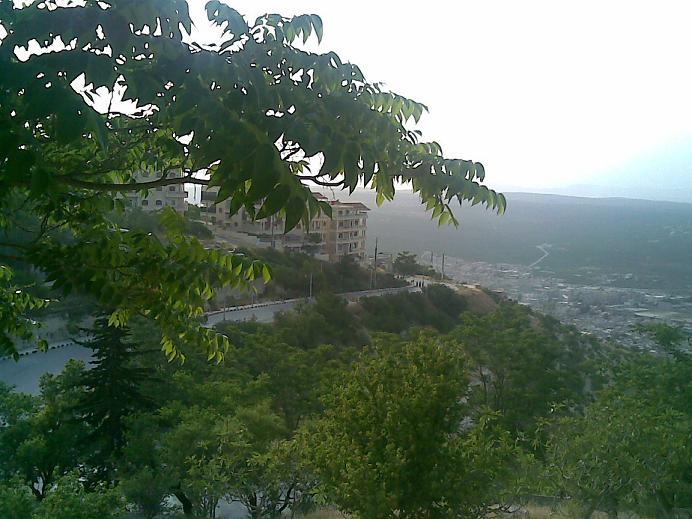
城鎮區的橄欖樹林